# Nothofagus gunnii
Nothofagus gunnii (Hook.f.) Oerst. – gatunek rośliny z rodziny bukanowatych (Nothofagaceae). Występuje naturalnie na Tasmanii. 

## Morfologia
PokrójZrzucające liście drzewo lub krzew. Dorasta do 1–15 m wysokości. Jest zazwyczaj wielopniowe. pędy czasami są pnące.
LiścieBlaszka liściowa jest niemal siedząca i ma kształt od owalnego do trójkątnego. Mierzy 1,5–2 cm długości oraz 1 cm szerokości, jest ząbkowana na brzegu, ma klinową nasadę i tępy wierzchołek.
KwiatySą niepozorne. Kwiaty męskie są pojedyncze, mają czerwonawą barwę i mierzą 5–6 mm średnicy, natomiast kwiaty żeńskie są zielonkawe i zebrane po 3 w kwiatostany.
OwoceOrzechy osadzone po 3 w kupulach, dorastają do 8–9 mm długości. Kupule powstają ze zrośnięcia czterech liści przykwiatowych.

## Biologia i ekologia
Rośnie w wilgotnych lasach zrzucających liście. Występuje na wysokości od 500 do 1300 m n.p.m.